# Physicalische Beschreibung der Canarischen Inseln
Physicalische Beschreibung der Canarischen Inseln (abreviado Phys. Beschr. Canar. Ins.) es un libro ilustrado con descripciones botánicas que fue escrito por  Leopold von Buch. Se publicó en 8 tomos y un atlas en el año 1825. En el libro colaboraron Robert Brown (en las plantas de Madeira), A.P. de Candolle (algunas descripciones), J.D.Choisy (idem), H.F.Link (la mayoría de las descripciones).